# سیتسانو
سیتسانو (به ایتالیایی: Sizzano) یک کومونه در ایتالیا است که در استان نووارا واقع شده‌است.

## خصوصیات
سیتسانو ۱۰٫۵ کیلومترمربع مساحت و ۱٬۴۵۲ نفر جمعیت دارد.